# Bayerische Kriegsakademie

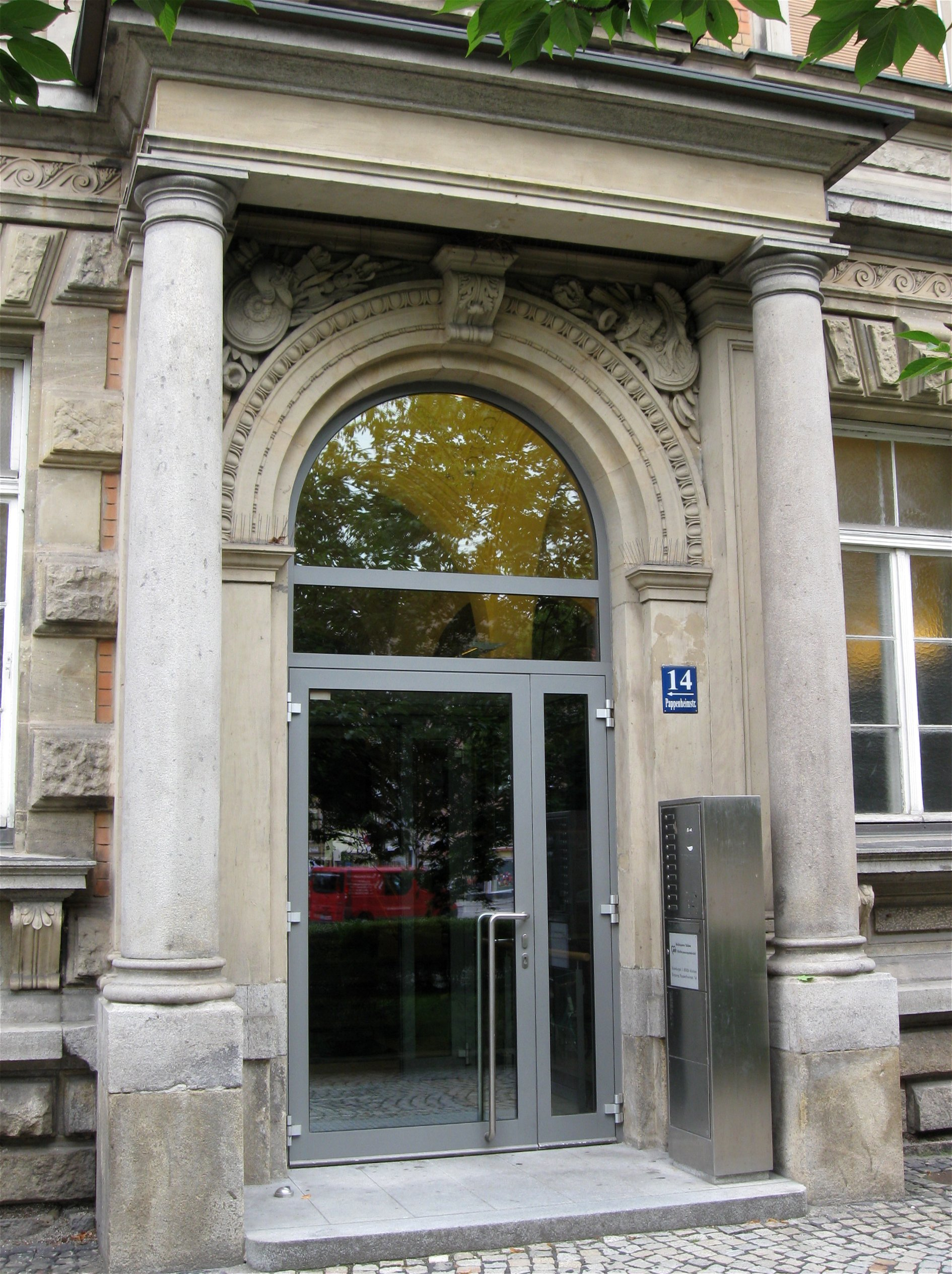
Portal der ehemaligen Kriegsakademie

Die Bayerische Kriegsakademie in München war von 1867 bis 1914 die Militärakademie der Bayerischen Armee zur Ausbildung für eine Verwendung als Stabsoffizier. Das Gebäude steht unter Denkmalschutz.

## Geschichte
Die Bayerische Kriegsakademie wurde am 1. November 1867 eröffnet. Sie war in Organisation und Zielstellung der Preußischen Kriegsakademie nachgestaltet und bildete Offiziere der Bayerischen Armee aus. Die Lehrgänge dauerten in der Regel neun Monate und endeten mit der Prüfung vor dafür eingesetzten Kommissionen. Wegen der Gleichwertigkeit der Ausbildung waren die bayerischen Heeresoffiziere von dem im Kaiserreich sonst obligatorischen Besuch der Preußischen Kriegsakademie ausgenommen. Eine geheime Dienstvorschrift im Mobilmachungsplan der Armee sah vor, dass die Kriegsakademie beim Zustand drohender Kriegsgefahr aufzulösen sei. Der 47. Lehrgang konnte daher bei Ausbruch des Ersten Weltkriegs nicht mehr begonnen werden, die Kriegsakademie wurde zum 1. August 1914 aufgelöst.
Von 1867 bis 1894 befand sich die Akademie gemeinsam mit der Artillerie- und Ingenieur-Schule in der östlichen Hälfte der Herzog-Max-Burg. 1894 wurde die Artillerie- und Ingenieur-Schule in das Gebäude Pappenheimstraße 9 (heute 14) am Marsfeld verlegt.

### Zugangsvoraussetzungen
Die Kriegsakademie konnte besuchen, wer das Offizierspatent erhalten hatte und von einer Kommission nach einer eingehenden Prüfung zugelassen wurde.

### Ausbildung
Als Lehrer und Erzieher waren Offiziere, zum Teil auch Zivilisten, u. a. Professoren der Ludwig-Maximilians-Universität München, angestellt, wobei Hauptleute für die militärischen Fächer und Leutnants als Inspektions-  bzw. Aufsichtsoffiziere eingesetzt wurden. Die Berufung der Offiziere konnte für drei bis fünf Jahre erfolgen.
Der Unterricht erfolgte in drei Ausbildungsblöcken.
I. Kriegswissenschaftliche Disziplinen
Taktik
Kriegsgeschichte
Waffenlehre
Befestigungskunst
Festungskrieg
Militärisches Aufnehmen
Generalstabsdienst
Militärgeographie
Militärverwaltung
II. Formale Disziplinen
Höhere Mathematik und Geodäsie
Allgemeine Geschichte
Geschichte der Philosophie
Allgemeine Geographie
Physikalische Geographie
Chemie
Physik
Nationalökonomie
Rechtskunde
Sprachen (Französisch/Englisch, ab 1873 auch Russisch)
III. Reitübungen
Daneben gehörten Besichtigungen, Übungen und Reisen untergliedert in drei Kursen zur Ausbildung.
- I. Kurs: Besichtigung der Artillerieübungen und der Militärschießschule auf dem Lechfeld. Teilnahme an den Herbstwaffenübungen durch Zuteilung der Lehrgangsteilnehmer zu den in München stationierten Infanterieregimentern.
- II. Kurs: Taktisch-fortifikatorische Reise
- III. Kurs: Besichtigung der Festungen Ulm und Ingolstadt. Besichtigung der Übungen der Pionierbataillone. Generalstabsreise.

### Direktoren
Direktor der Kriegsakademie war stets ein Stabsoffizier, später General. Die Akademie war der Inspektion der Militär-Bildungsanstalten der Bayerischen Armee unterstellt.
| Dienstgrad                         | Name                                      | Datum                                    |
| ---------------------------------- | ----------------------------------------- | ---------------------------------------- |
| Oberst                             | Karl von Orff                             | 24. Juni 1867 bis 31. Januar 1870        |
| Oberstleutnant                     | Maximilian Verri della Bosia              | 01. Februar 1870 bis 28. Juli 1871       |
| Oberstleutnant/Oberst/Generalmajor | Otto Kleemann                             | 29. Juli 1871 bis 28. Februar 1889       |
| Oberst/Generalmajor                | Maximilian von Hartlieb genannt Wallsporn | 01. März 1889 bis 7. September 1896      |
| Generalmajor                       | Karl von Landmann                         | 08. September 1896 bis 23. Januar 1899   |
| Generalmajor                       | Theodor von Zwehl                         | 24. Januar 1899 bis 7. September 1902    |
| Oberst/Generalmajor                | Friedrich Deppert                         | 08. September 1902 bis 30. August 1905   |
| Oberst/Generalmajor                | Oskar von Xylander                        | 29. September 1905 bis 29. Dezember 1907 |
| Oberstleutnant                     | Paul von Kneußl                           | 30. Dezember 1907 bis 19. Dezember 1909  |
| Oberstleutnant/Oberst              | Karl von Schoch                           | 20. Dezember 1909 bis 14. Oktober 1911   |
| Oberst                             | Albert von Schoch                         | 15. Oktober 1911 bis 21. April 1912      |
| Oberst/Generalmajor                | Nikolaus von Endres                       | 22. April 1912 bis 26. März 1913         |
| Oberstleutnant/Oberst              | Arnold von Möhl                           | 27. März 1913 bis 1. August 1914         |

## Gebäude und heutige Nutzung
Der reich gegliederte Neurenaissance-Risalitbau wurde 1889–1890 unter Leitung des königlichen Baubeamten Gustav von Schacky errichtet.

1949 wurde das Gebäude von den Architekten Hermann Leitenstorfer und Karl Delisle zu einem städtischen Krankenhaus umgebaut. In den 1980er Jahren nutzte der für Telekommunikation zuständige Bereich der Deutschen Bundespost das Gebäude als Zentralvermittlungsstelle des internationalen Fernsprechverkehrs. Nach der Privatisierung der Deutschen Bundespost gehörte das Gebäude der Deutschen Telekom. Im Jahr 2011 stand es weitgehend leer, Teile wurden als Betriebskindergarten und als Billighotel genutzt; nach Ende der Zwischennutzung steht das Gebäude vollständig leer. 2017 kaufte die Strabag das Gebäude und das umliegende Gelände; 2022 legte sie einen Plan vor, dort ein neues Quartier mit 170 Wohnungen, einer Kindertagesstätte und Büros zu errichten.